# Черевички (мультфільм)
«Черевички» — анімаційний фільм 1982 року Творчого об'єднання художньої мультиплікації студії Київнаукфільм, режисер — Алла Грачова.

## Сюжет
А ви думаєте, що роблять черевички доки дітки сплять? А вони гуляють і доставляють радість походити в них і жабам, і журавлеві, і козеняті. А потім повертаються додому...

## Над мультфільмом працювали
- Автор сценарію: Григорій Усач
- Режисер: Алла Грачова
- Художник-постановник: Наталія Горбунова
- Композитор: Олександр Осадчий
- Оператор: Олександр Мухін
- Звукооператор: Ігор Погон
- Художники-мультиплікатори: Костянтин Чикін,  В. Врублевський, Михайло Титов, Олександр Вікен
- Редактор: Світлана Куценко
- Директор картини: Іван Мазепа